# Таскескенский район
Таскескенский район (каз. Таскескен ауданы) — административно-территориальная единица в составе Семипалатинской области, существовавшая в 1980—1996 годах. Центр — село Таскескен.

## История
Таскескенский район был образован 17 октября 1980 года в составе Семипалатинской области. В его состав вошли Аксауленский, Каракольский, Коныршаулинский, Копинский и Шолпанский с/с Аягузского района, а также Ново-Троицкий и Предгорненский с/с Урджарского района.
В 1987 году из Бурлютобинского района Талды-Курганской области в Таскескенский район был передан пгт Актогай.
В 1993 году Аксауленский с/с был переименован в Акшаулинский, Ново-Троицкий — в Салкынбельский, Предгорненский — в Алтыншокинский.
29 октября 1996 года Таскескенский район был упразднён, а его территория разделена между Аягузским и Урджарским районами.